# Yasmin Fridman

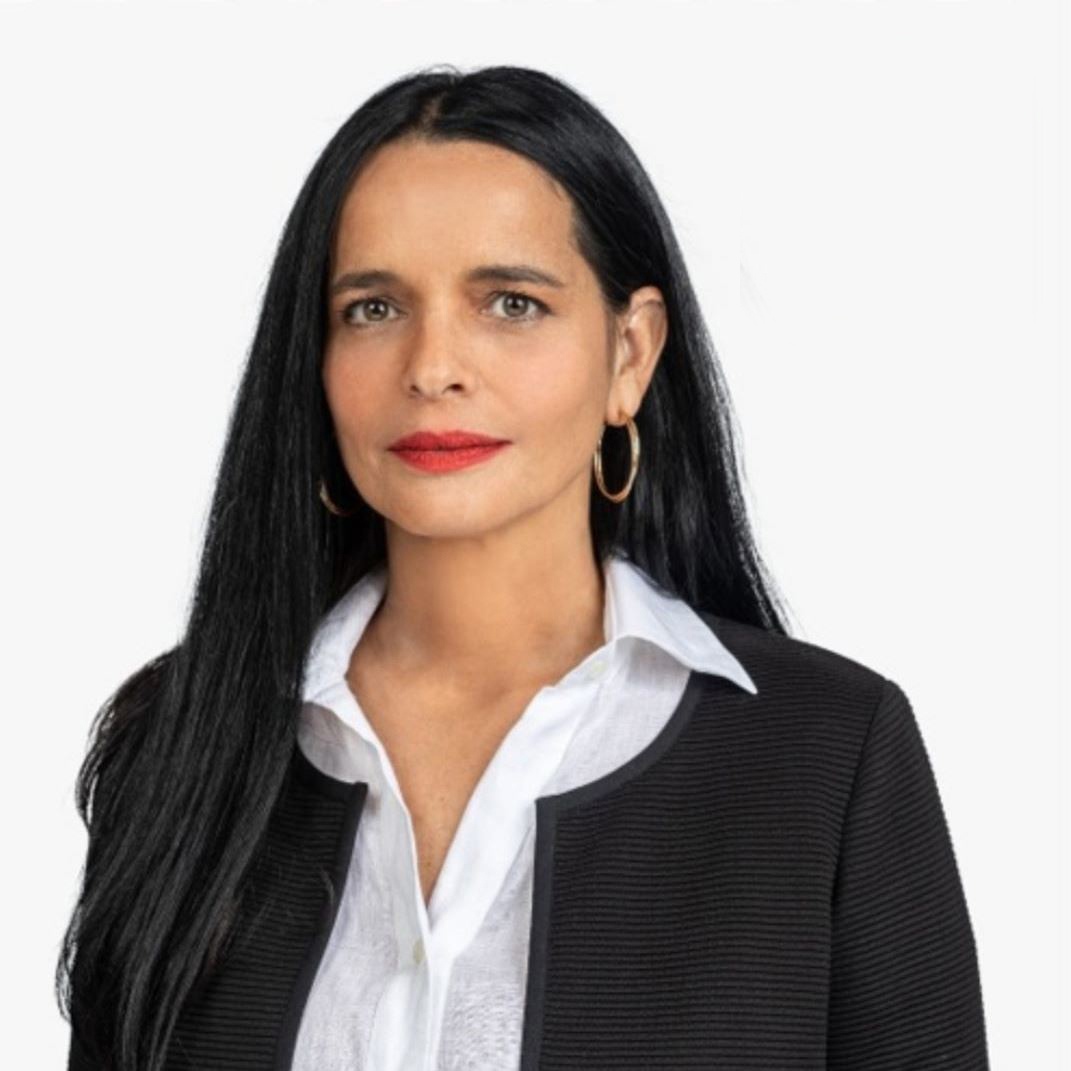
Yasmin Fridman

Yasmin Fridman é uma política israelita. Actualmente ela é membro do Knesset pelo partido Yesh Atid.

## Biografia
Ela foi colocada em 19º lugar na lista do Yesh Atid para as eleições de 2021. Embora o partido tenha conquistado apenas 17 cadeiras, ela entrou no Knesset a 15 de junho de 2021 como substituta de Orna Barbivai, depois de ela ter sido nomeada para o governo e, consequentemente, ter deixado o Knesset.